# 肇庆大桥
肇庆大桥是位于中国广东省肇庆市的特大型公路桥梁，横跨西江连接端州区与高要区，是两区之间第二条跨西江桥梁。旧桥1998年9月28日开工，于2001年8月通车。扩建的新桥于2020年11月28日通车。
肇庆大桥位于端州区与高要区之间，起点位于肇庆市端州区砚都大道与端州路交叉路，跨越西江，连接高要区紫云大道。旧桥桥梁总长3620米、引道长5.19公里，采用平原微丘区一级公路技术标准。新桥总长度4315米，桥宽19.25米。